# Vassilikos
Ano Vassilikos este un oraș în Grecia în prefectura Zakynthos.